# Биология на развитието
Биологията на развитието е изучаването на процеса, чрез който животните и растенията растат и се развиват. Биологията на развитието също така обхваща биологията на регенерацията, асексуалното размножаване, метаморфозата и растежа и диференциацията на стволови клетки в организма на възрастните.

## Перспективи
Основните процеси, участващи в ембрионалното развитие на животните, са: тъканен модел (чрез регионална спецификация и моделирана клетъчна диференциация); растеж на тъканите; тъканна морфогенеза.
- Регионалната спецификация се отнася до процесите, които създават пространствен модел в топка или лист от първоначално подобни клетки. Това обикновено включва действието на цитоплазмените детерминанти, разположени в части от оплодената яйцеклетка, и на индуктивни сигнали, излъчвани от сигнални центрове в ембриона. Ранните етапи на регионалната спецификация не генерират функционално диференцирани клетки, а клетъчни популации, ангажирани да се развият към специфичен регион или част от организма. Те се определят от експресията на специфични комбинации от транскрипционни фактори.

- Клетъчната диференциация е свързана конкретно с образуването на функционални типове клетки като нервни, мускулни, секреторен епител и др. Диференцираните клетки съдържат големи количества специфични протеини, свързани с клетъчната функция.

- Морфогенезата се отнася до образуването на триизмерна форма. Тя включва основно организираните движения на клетъчните листове и на отделните клетки. Морфогенезата е важна за създаването на трите зародишни листа на ранния ембрион (ектодерма, мезодерма и ендодерма) и за изграждане на сложни структури по време на развитието на органа.

- Растежът на тъканите включва както цялостно увеличаване на размера на тъканта, така и диференциалния растеж на части (алометрия), което допринася за морфогенезата. Растежът се осъществява най-вече чрез клетъчна пролиферация, но също и чрез промени в размера на клетките или отлагането на извънклетъчни материали.

Развитието на растенията включва процеси, подобни на тези на животните. Въпреки това растителните клетки са предимно неподвижни, така че морфогенезата се постига чрез диференциален растеж, без клетъчни движения. Също така, индуктивните сигнали и участващите гени са различни от тези, които контролират развитието на животните.

## Процеси на развитието

### Клетъчна диференциация
Клетъчната диференциация е процесът, при който в развитието възникват различни функционални типове клетки. Например, невроните, мускулните влакна и хепатоцитите (чернодробните клетки) са добре известни видове диференцирани клетки. Диференцираните клетки обикновено произвеждат големи количества от няколко протеина, които са необходими за тяхната специфична функция и това им придава характерния вид, който им позволява да бъдат разпознати под светлинния микроскоп. Гените, кодиращи тези протеини, са силно активни. Обикновено тяхната хроматинова структура е много отворена, позволявайки достъп на транскрипционните ензими, а специфичните транскрипционни фактори се свързват с регулаторните последователности в ДНК, за да активират генната експресия. Например NeuroDе ключов транскрипционен фактор за невронна диференциация, миогенин за мускулна диференциация и HNF4 за диференциация на хепатоцити. Клетъчната диференциация обикновено е последният етап на развитие, предшестван от няколко състояния на ангажираност, които не са видимо диференцирани. Една тъкан, образувана от един тип прогениторна клетка или стволова клетка, често се състои от няколко диференцирани типа клетки. Контролът на тяхното образуване включва процес на странично инхибиране, въз основа на свойствата на сигналния път на Нотч. Например, в невронната плоча на ембриона тази система работи за генериране на популация от невронални прекурсорни клетки, в които NeuroD е силно експресиран.

### Регенерация
Регенерацията показва способността за повторно израстване на липсваща част. Това е много разпространено сред растенията, които показват непрекъснат растеж, а също и сред колониалните животни като хидроиди и асцидии. Но най-голям интерес от страна на биолозите за развитие е проявен към регенерирането на части в свободно живи животни. По-специално четири модела са били обект на много изследвания. Два от тях имат способността да регенерират цели тела: Хидра, която може да регенерира всяка част от полипа от малък фрагмент, и планарните червеи, които обикновено могат да регенерират както глави, така и опашки. И двата примера имат непрекъснат клетъчен оборот, захранван от стволови клетки и поне в планария е доказано, че поне някои от стволовите клетки са плурипотентни. Другите два модела показват само дистална регенерация на придатъци. Това са придатъците на насекомите, обикновено краката на полуметаболните насекоми като щуреца и крайниците на земноводните от рода Urudele. Сега има значителна информация за регенерацията на крайниците на земноводни и е известно, че всеки тип клетка се регенерира сам, с изключение на съединителната тъкан, където има значително взаимно преобразуване между хрущяла, дермата и сухожилията. По отношение на модела на структурите, това се контролира чрез повторно активиране на сигнали, активни в ембриона. Все още има дебат относно стария въпрос дали регенерацията е „девствено“ или „адаптивно“ свойство. Ако случаят е такъв, с подобрени познания може да очакваме да можем да подобрим регенеративните способности при хората. Ако последното, тогава се предполага, че всеки случай на регенерация е възникнал чрез естествен подбор при обстоятелства, специфични за вида, така че не се очакват общи правила.

## Ембрионално развитие на животните
Сперматозоидът и яйцеклетката се сливат в процеса на оплождане, за да образуват оплодено яйце или зигота. Това преминава през период на деления, за да се образува топка или лист от подобни клетки, наречени бластула или бластодерма. Тези клетъчни деления обикновено са бързи без растеж, така че дъщерните клетки са наполовина по-малки от майчината клетка и целият ембрион остава приблизително със същия размер. Те се наричат деления на разцепване. Мишките от рода Ерiblast с първични полови клетки се подлагат на обширна епигенетични препрограмиране. Този процес включва деметилиране на ДНК в целия геном, реорганизация на хроматина и изтриване на епигенетичен отпечатък, което води до тотипотентност. Деметилирането на ДНК се извършва чрез процес, който използва пътя за възстановяване с ексцизия на ДНК.